# Oomorphoides
Oomorphoides is een geslacht van kevers uit de familie bladkevers (Chrysomelidae).
De wetenschappelijke naam van het geslacht werd in 1956 gepubliceerd door Francisco de Asis Monrós.

## Soorten
- Oomorphoides chujoi Takizawa, 1987
- Oomorphoides foveatus Tang, 1992
- Oomorphoides martensi Medvedev, 1990
- Oomorphoides nepalensis Takizawa, 1987
- Oomorphoides punctatus Tang, 1992
- Oomorphoides sakaii Takizawa, 1989